# Oemospila maculipennis
Oemospila maculipennis är en skalbaggsart som beskrevs av Charles Joseph Gahan 1906. Oemospila maculipennis ingår i släktet Oemospila och familjen långhorningar.
Artens utbredningsområde är Laos. Inga underarter finns listade i Catalogue of Life.